# Mythimna evoei
Mythimna evoei är en fjärilsart som beskrevs av François Louis Nompar de Caumont de Laporte 1974. Mythimna evoei ingår i släktet Mythimna och familjen nattflyn. Inga underarter finns listade i Catalogue of Life.